# Коротени (Вранча)
Коротени (рум. Coroteni) насеље је у Румунији у округу Вранча у општини Слобозија Брадулуј. Oпштина се налази на надморској висини од 277 m.

## Становништво
Према подацима из 2002. године у насељу је живело 909 становника, од којих су сви румунске националности.